# Resultados do Carnaval de Macaé em 2008
Resultados do Carnaval de Macaé em 2008. 

## Grupo Especial
| Posição | Escolas               | Pontos | Ref.  | Classificação ou rebaixamento |
| ------- | --------------------- | ------ | ----- | ----------------------------- |
| 1       | Acadêmicos da Aroeira | 199    | [ 1 ] | Campeã do Carnaval 2008       |
| 2       | Castelo Imperial      | 198    | [ 1 ] |                               |
| 3       | Império da Barra      | 196    | [ 1 ] |                               |
| 4       | Pulo do Gato          | 190    | [ 1 ] |                               |
| 5       | Unidos dos Bairros    | 189    | [ 1 ] |                               |
| 6       | Unidos da Vila        | 166    | [ 1 ] | Desce para o Grupo 1 2009     |

## Grupo 1
| Posição | Escolas                  | Pontos | Ref.  | Classificação ou rebaixamento |
| ------- | ------------------------ | ------ | ----- | ----------------------------- |
| 1       | Águia da Fronteira       | 177    | [ 2 ] | Sobe para o Especial 2009     |
| 2       | Unidos do Miramar        | 170    | [ 2 ] |                               |
| 3       | Acadêmicos do Lagomar    | 166    | [ 2 ] |                               |
| 4       | Arco Íris                | 165    | [ 2 ] |                               |
| 5       | Princesinha do Atlântico | 155    | [ 2 ] |                               |
| 6       | Mocidade dos Cajueiros   | 131    | [ 2 ] |                               |